# Condensatore sociale
Con l'espressione condensatore sociale si indica un particolare concetto spaziale in cui l'associazione fisica di una comunità all'interno di un oggetto architettonico ben definito è indirizzata a condizionare un comportamento collettivo della società.

## Storia
Storicamente il termine affonda le sue radici nel periodo successivo alla Rivoluzione d'Ottobre russa, momento nel quale l'architettura, strettamente legata alla contemporanea visione politica, aveva il compito di indirizzare, attraverso un drastico cambiamento di tecniche e linguaggi formali, verso una diversa concezione dello spazio pubblico più egualitaria, al fine di eliminare le tradizionali gerarchie sociali. Così, nel 1927 Moisej Ginzburg rivendicava lo specifico ruolo dell'architetto sovietico nella definizione del condensatore sociale della loro epoca. Esperimenti comunitari quali club operai, palazzi della cultura o alloggi collettivi come la Narkomfin dom-kommuna testimoniano ancora oggi la grande portata politica delle loro riforme.
Cinquant'anni più tardi, alla vigilia dei moti sessantottini, lo storico Anatole Kopp trasferisce il concetto in Francia preparando il terreno alla teoria lefebvriana sul rapporto dialettico che soggiace tra società e spazio. La loro interdipendenza avrebbe infatti condotto Henri Lefebvre verso la teorizzazione di un lusso collettivo, di cui tutti possono usufruire. La contemporanea notorietà del termine si deve però alla pubblicazione da parte di OMA di Content in cui il cosiddetto social condenser, salvato dall'eterno oblio grazie a una schedatura compilata ad hoc, viene definito come una "programmatica stratificazione su di un terreno vacante al fine di incoraggiare una dinamica coesistenza di attività e di generare, attraverso la loro interferenza, eventi senza precedenti".
È utile aggiungere che, sebbene storicamente il concetto si rifaccia agli eventi dell'Ottobre Rosso, l'architettura intesa come "concentratore di una collettività", capace di ospitare la messa in scena della res publica può essere considerata presente da sempre nelle pagine della nostra storia.

## Una lettura etimologica
Il termine deve la sua potenza lirica all'appropriazione della definizione del componente elettrico capace di immagazzinare energia in un campo elettrostatico. Una metaforica differenza di potenziale tra le possibilità di ritrovarsi insieme all'esterno e all'interno del condensatore permetterebbe quindi di definirlo come un magazzino di energia sociale. Completata l'attività di condensazione l'oggetto consentirebbe poi allo scambio di tensioni interne di trasferirsi verso l'ambiente circostante per realizzare finalmente a pieno la sua «magica capacità elettrificante». 
Significativa è anche la parafrasi del concetto legata all'interpretazione freudiana del termine. Questo, dal tedesco Verdichtung, corrisponde infatti alla fusione di due o più elementi in una singola nuova immagine in un particolare contenuto manifesto. Come nel lavoro onirico quindi il condensatore potrebbe facilitare la mixité tra circostanze quotidiane ed eventi straordinari. Questo determinato processo combina diversi contenuti e situazioni all'interno di una stessa scena, riassemblandoli per dare vita a condizioni completamente nuove, senza precedenti. Come qualsiasi esperimento sociale legato alla compressione, però, il condensatore sociale può causare effetti indesiderati, sebbene non tutte le architetture li manifestino. Può, infatti, causare la manifestazione di fenomeni quali sintomatologia nevrotica e processi di modificazione verbale in pazienti affetti da schizofrenia (l'esempio più calzante si rifà all'episodio narrato da J.G. Ballard in Il condominio).

## Definizione
Questi manufatti non sembrano rispondere necessariamente a una forma specifica ma sono spesso dotati di una forte presenza scenica all'interno del tessuto urbano, rendendosi attraenti all'osservatore e invitandolo ad addentrarvisi. Propria del loro carattere di accumulatori architettonici è la nozione di protezione che questi offrono; la prossimità fisica tra gli individui che deriva dalla compressione suggerisce inoltre un'appartenenza alla comunità, là riunita, intimamente associata alle peculiarità del condensatore.
L'interpretazione koolhaasiana sottolinea un'altra caratteristica rilevante di questi oggetti architettonici: la ricerca di una promiscuità funzionale e sociale attraverso un'intenzionale sovrapposizione e intersezione di programmi - spesso non ortodossamente associati - è in grado di generare, con la loro collisione, situazioni inusuali, inattese, imprevedibili. È in questo modo che il concetto del condensatore sociale si lega strettamente alla figura retorica dell'ostranenie (dal russo, defamiliarizzazione), mostrando in maniera estraniante, quindi sorprendente, situazioni comuni, e diffondendo così i germi di potenziali nuove interazioni sociali. Nella continua ricerca dell'inaspettato, dualismi tradizionalmente accettati vengono costantemente messi in discussione, rendendo sempre più sfumate le frontiere tra concetti quali pubblico e privato, lavoro e piacere, individuale e collettivo, solitudine e solidarietà. 